# Spletno gostovanje
Spletno gostovanje je storitev, ki jo ponujajo ponudniki spletnega gostovanja, in omogočajo uporabnikom, da objavijo svojo spletno stran na spletu. Ponudnik spletnega gostovanja zagotavlja spletni strežnik, na katerem gosti spletno stran, in omogoča uporabnikom dostop do svoje spletne strani prek interneta.
Z izbiro paketa gostovanja se uporabnik odloči za različne tehnične parametre gostovanja, ki jih želi (količina prostora na trdem disku (MB), število elektronskih poštnih naslovov, število SQL baz ipd.)
V spletno gostovanje so lahko vključene tudi druge storitve, kot so:
- gostovanje e-pošte,
- varnostne kopije,
- nadzorna plošča za upravljanje spletnih strani,
- podpora uporabnikom in druge funkcije, odvisno od izbrane storitve in ponudnika.

### Vrste gostovanja
Spletno gostovanje je potrebno za vsako spletno stran, saj nam omogoča, da spletno stran shranimo na strežnik in jo tako naredimo dostopno na spletu. 

#### Deljeno spletno gostovanje (shared hosting)
Skupno oz. deljeno spletno gostovanje je najpogostejša vrsta spletnega gostovanja in je primerna za začetnike spletnih strani. To gostovanje omogoča, da več spletnih strani deli isti strežnik, kar pomeni, da so stroški nizki. Ta vrsta gostovanja je primerna za manjše spletne strani z nizkim prometom. Vendar lahko velika obremenitev drugih spletnih strani, ki delijo isti strežnik, vpliva na delovanje ostalih.

#### Virtualni privatni strežnik (VPS)
Virtualni privatni strežnik (VPS) temelji na delitvi enega samega fizičnega strežnika na več virtualnih strežnikov. Ta storitev omogoča uporabnikom dostop do popolne kontrole nad njihovim delom, kot tudi neomejeno uporabo virov strežnika. To je odlična možnost za spletne strani z visokim prometom in zahtevnejšimi aplikacijami. Vendar pa je v primerjavi s deljenim gostovanjem dražji.

#### Namenski strežnik (dedicated server)
Namenski strežnik je popolna izbira za spletne strani z visokim prometom, ki potrebujejo popoln nadzor nad strežnikom. Ta storitev omogoča, da ima uporabnik popolnoma lasten fizični strežnik, ki je namenjen samo njegovim spletnim stranem. Zato je namenski strežnik primeren za velike spletne trgovine, velika podjetja in zahtevne aplikacije. Vendar pa je ta storitev najdražja od vseh.

#### Gostovanje v oblaku (cloud hosting)
Gostovanje v oblaku je vrsta spletnega gostovanja, ki omogoča, da se vaša spletna stran nahaja na več strežnikih hkrati. To omogoča večjo stabilnost ter hiter odzivni čas vaše spletne strani za uporabnike na različnih lokacijah. Običajno se uporabnikom ponudi zaračunavanje glede na njihovo porabo oz. uporabo, kar pomeni, da plačujete samo za tisto, kar uporabljate. Ta storitev je odlična izbira za vse tiste, ki iščejo stabilno spletno gostovanje po nizki ceni. Hkrati pa je gostovanje v oblaku lahko dobra alternativa uporabi CDN (Cotnent delivery network) omrežja, ki tudi omogoča hitrejše nalaganje vsebine strani uporabnikom na različnih koncih sveta. 

#### WordPress gostovanje
WordPress gostovanje je namenjeno samo spletnim stranem, ki temeljijo na CMS-ju (Content Management System) WordPress. Ta storitev omogoča hiter in učinkovit sistem za upravljanje spletne strani brez težav. Proces uporablja namestitev WordPress-a in omejene možnosti za spreminjanje funkcij, kar omogoča lažje upravljanje celotnega sistema. Ta vrsta spletnega gostovanja je posebej prilagojena zahtevam WP-ja.